# 윤 (프로게이머)
윤(본명: 김병윤, 1996년 7월 4일 ~ )은 대한민국의 전직 리그 오브 레전드 프로게이머이다. 선수 시절 아이디는 Yoon이었으며 포지션은 서포터였다. 

## 선수 시절
2015년 4월, 중국 2부리그팀인 쇼타임에 입단하면서 프로 커리어를 시작했다.
2015년 5월, 쑤닝 게이밍에 입단했다. 쑤닝에서는 주전 서포터로 활동했다. 2017년 스프링 시즌에서는 팀의 2부리그 우승과 1부리그 승격에 기여했다.
2019시즌을 앞두고 G-Rex에 입단했다. G-Rex에서는 팀의 선발전 진출에 기여했지만 패배하면서 롤드컵 진출에 실패했다.
2019시즌을 마친 후 현역에서 은퇴했다.

## 은퇴 이후
2020년 7월 20일 APE가 인수한 탑클래스 프로게이머 아카데미의 강사로 합류했다.

## 소속팀
| # | 팀명        | 소속 기간             | 소속 리그 | 비고 |
| - | ----------- | --------------------- | --------- | ---- |
| 1 | 쇼타임      | 2015.04~2015.05       | LSPL      |      |
| 2 | 쑤닝 게이밍 | 2015.05~2018.11.20    | LSPL LPL  |      |
| 3 | G-Rex       | 2019.01.23~2019.11.20 | LMS       |      |